# Spill

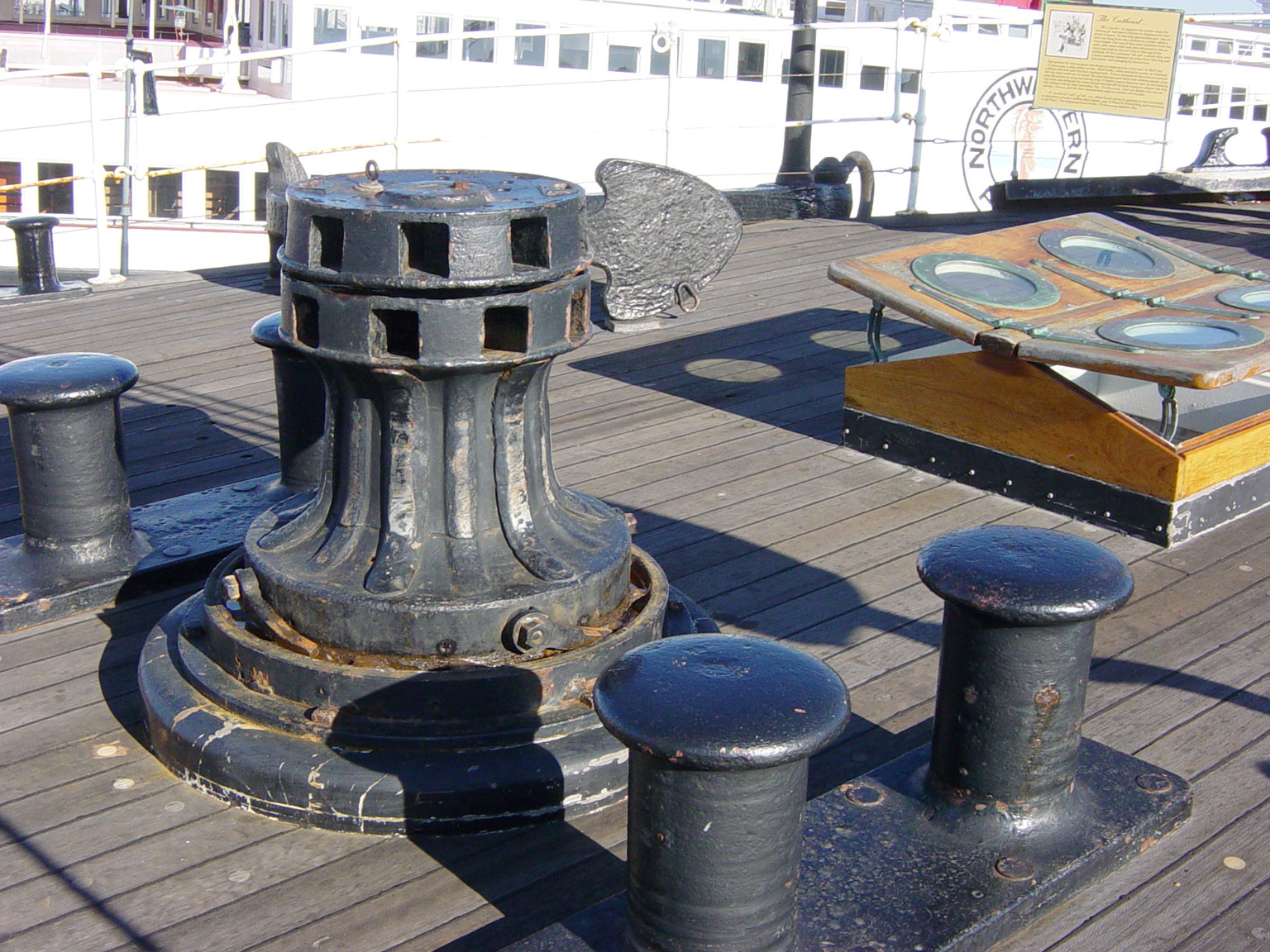
Gangspill

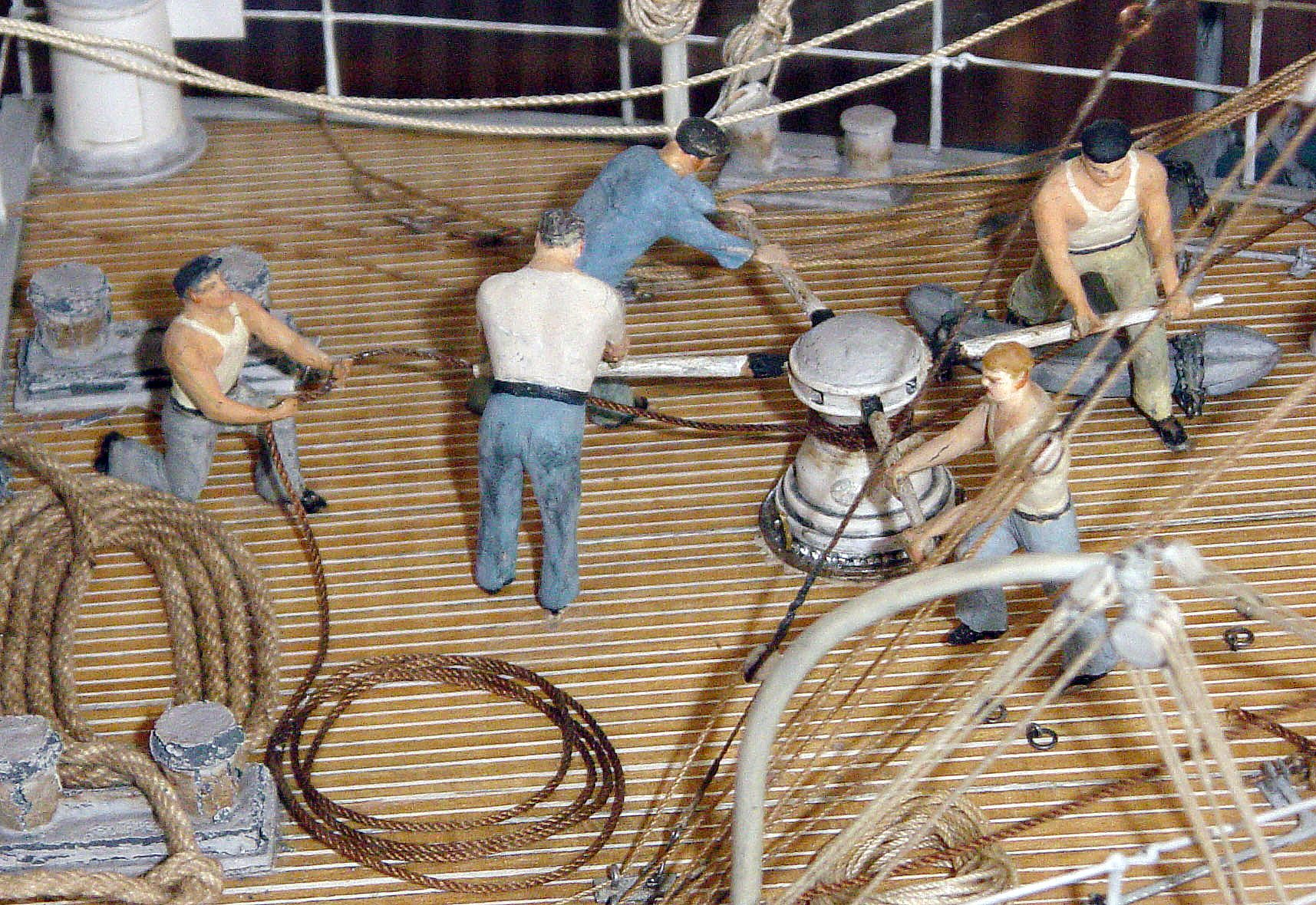
Modell eines Gangspills im Einsatz

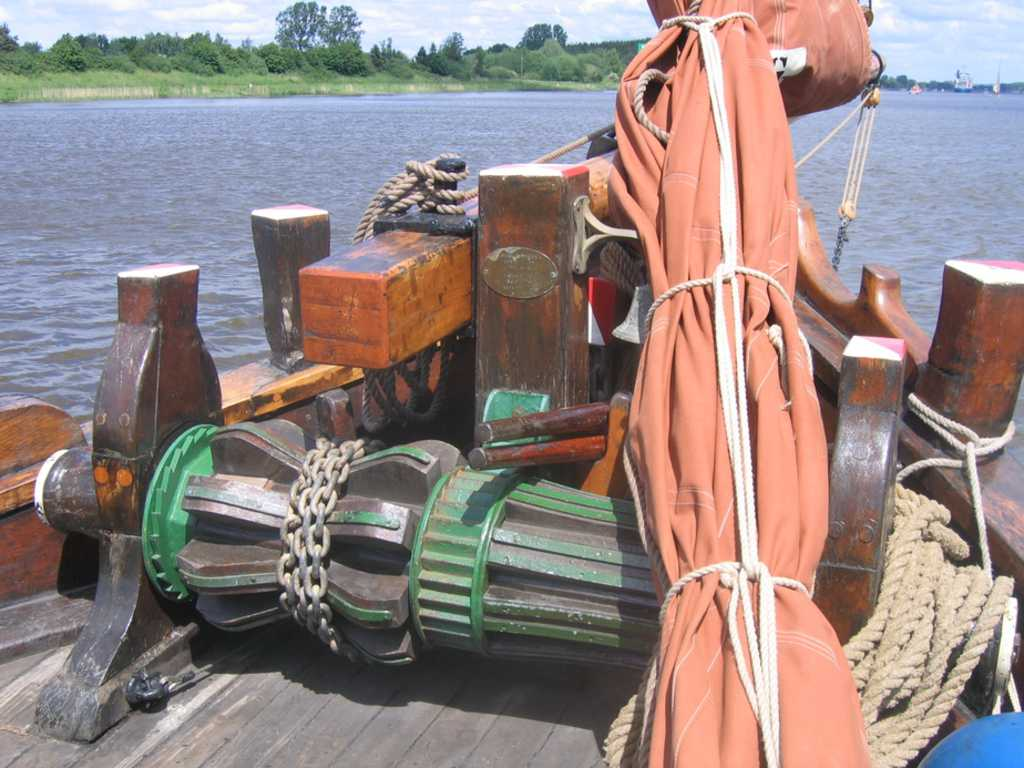
Ankerspill

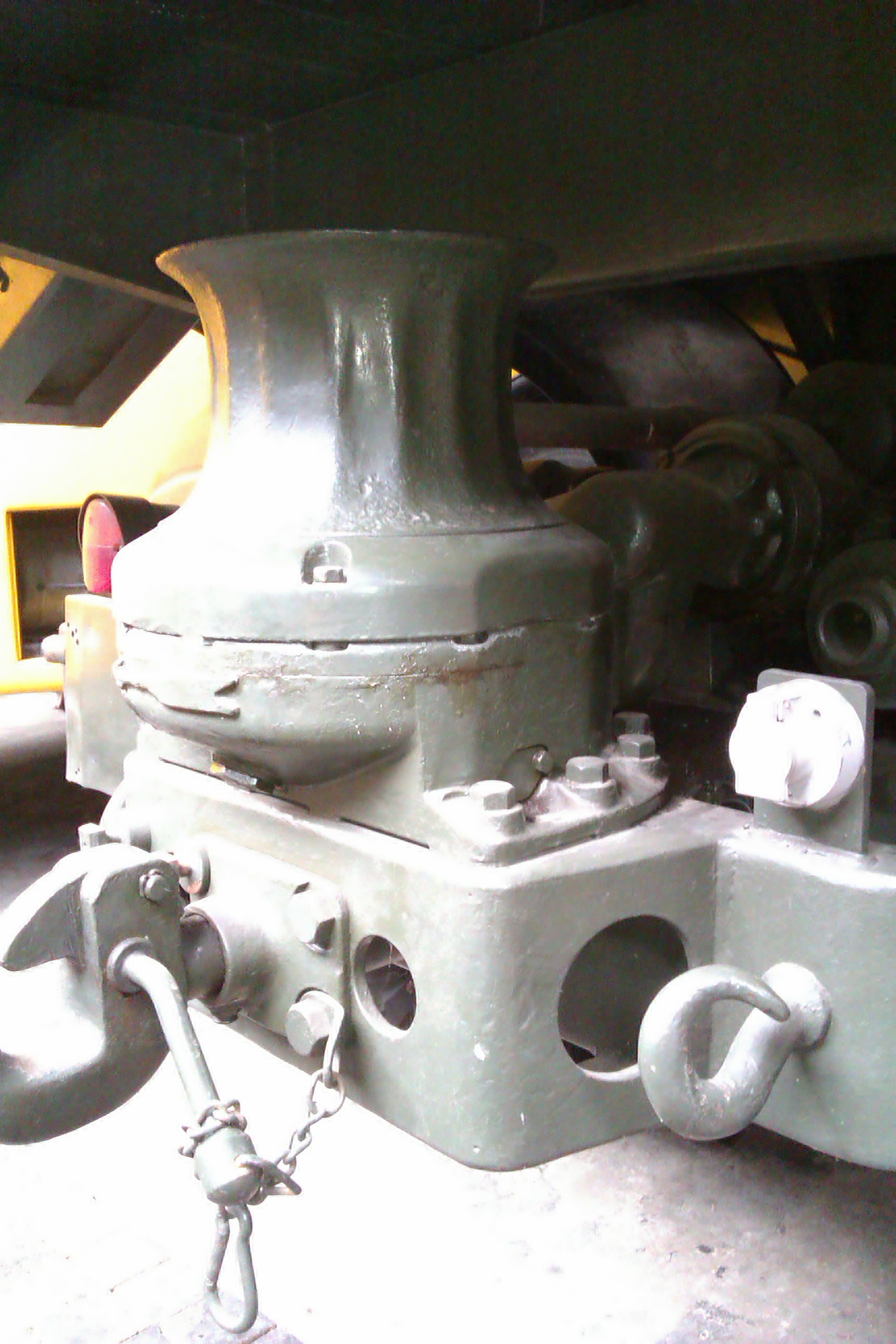
Spill an einem schweizerischen Militärlastwagen, angetrieben vom Fahrzeug-Dieselmotor (1938)

Das Spill (auch die Spille, abgeleitet von und gleichbedeutend zur Spindel) ist eine drehbare Vorrichtung zum Einholen von Trossen oder der Ankerkette (Ankerspill), oder zum Heben schwerer Lasten. Pallen (Sperrklinken) verhindern, dass das Spill sich rückwärts dreht. Angetrieben wird es mit Muskelkraft, einem Elektro- oder einem Dieselmotor.
Das Spill unterscheidet sich von der Seilwinde dadurch, dass das geholte Tauwerk nicht aufgewickelt wird: Die Kraftübertragung erfolgt lediglich durch die Reibung mehrerer auf der Trommel liegender Törns (Tauwerkswindungen) oder, für Ketten, über eine Kettennuss. Ein Spill kann daher beliebige Längen Tauwerk oder Kette anholen.
Ein Spill mit horizontaler Welle wird als Bratspill bezeichnet.
Das Gangspill ist ein muskelkraftbetriebenes Spill mit vertikaler Welle. Es besteht aus einer Welle (mit der Trommel, einer Armatur zur Aufnahme der Ankerkette oder einer Trosse) und dem Spillkopf, der mit Öffnungen zum Einstecken der Spillspaken versehen ist. Letztere sind ein bis zwei Meter lange Hölzer, an denen jeweils bis zu vier Männer im Kreis gingen. Dabei wurden Shanties gesungen, um den gleichmäßigen Rhythmus der eintönigen Arbeit einzuhalten und die Laune der Mannschaft zu heben. Mit der Einführung von Dampfmaschinen an Bord waren Gangspills veraltet; sie sind heute nur noch auf historischen Schiffen vorzufinden (z. B. auf der Amphitrite).
- Was im heutigen Sprachgebrauch Winsch (Schotwinsch) genannt wird, ist eigentlich ein Spill (genauer: ein Kurbelspill).
- Mehrgängige Kurbelspills, die über eine Welle wahlweise an eine von mehreren externen Trommeln gekuppelt werden können, sind auf Rennyachten häufig und werden scherzhaft Coffeegrinder (Kaffeemühle) genannt.